# Lambdina fiscellaria
Lambdina fiscellaria là một loài bướm đêm thuộc họ Geometridae. Nó được tìm thấy ở Bắc Mỹ, từ Thái Bình Dương đến bờ biển Đại Tây Dương và từ Canada phía nam đến Pennsylvania, Wisconsin và California.
Sải cánh dài khoảng 35 mm. Con trưởng thành bay từ tháng 8 đến tháng 9 tùy theo địa điểm.
The larva feed on cây độc cần, nhũ hương linh sam, vân sam trắng, gỗ sồi và cây gỗ cứng khác.

## Các phụ loài
Có 3 phụ loài được công nhận:
- Lambdina fiscellaria fiscellaria
- Lambdina fiscellaria lugubrosa
- Lambdina fiscellaria somniaria

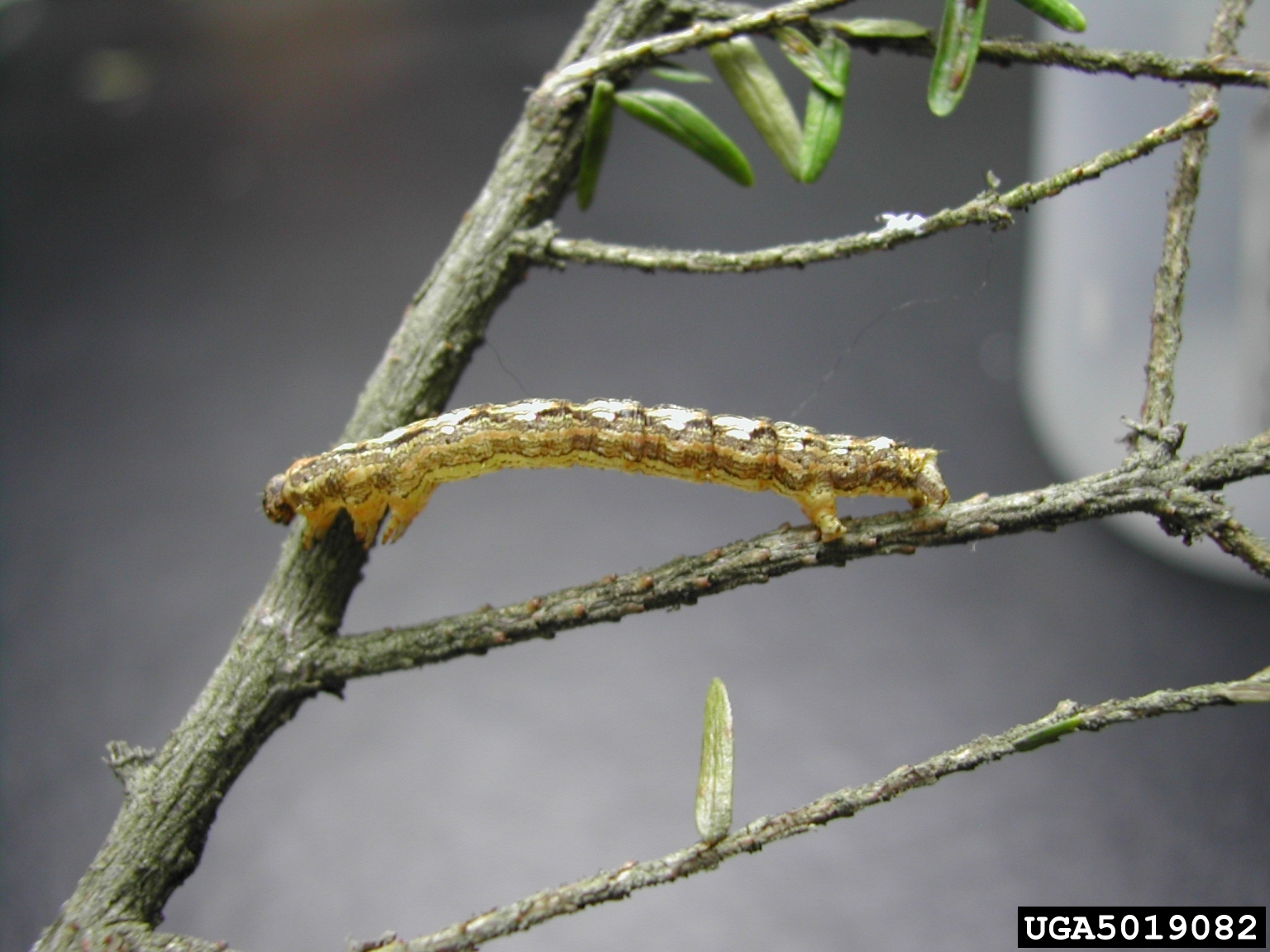
Sâu bướm Lambdina fiscellaria fiscellaria
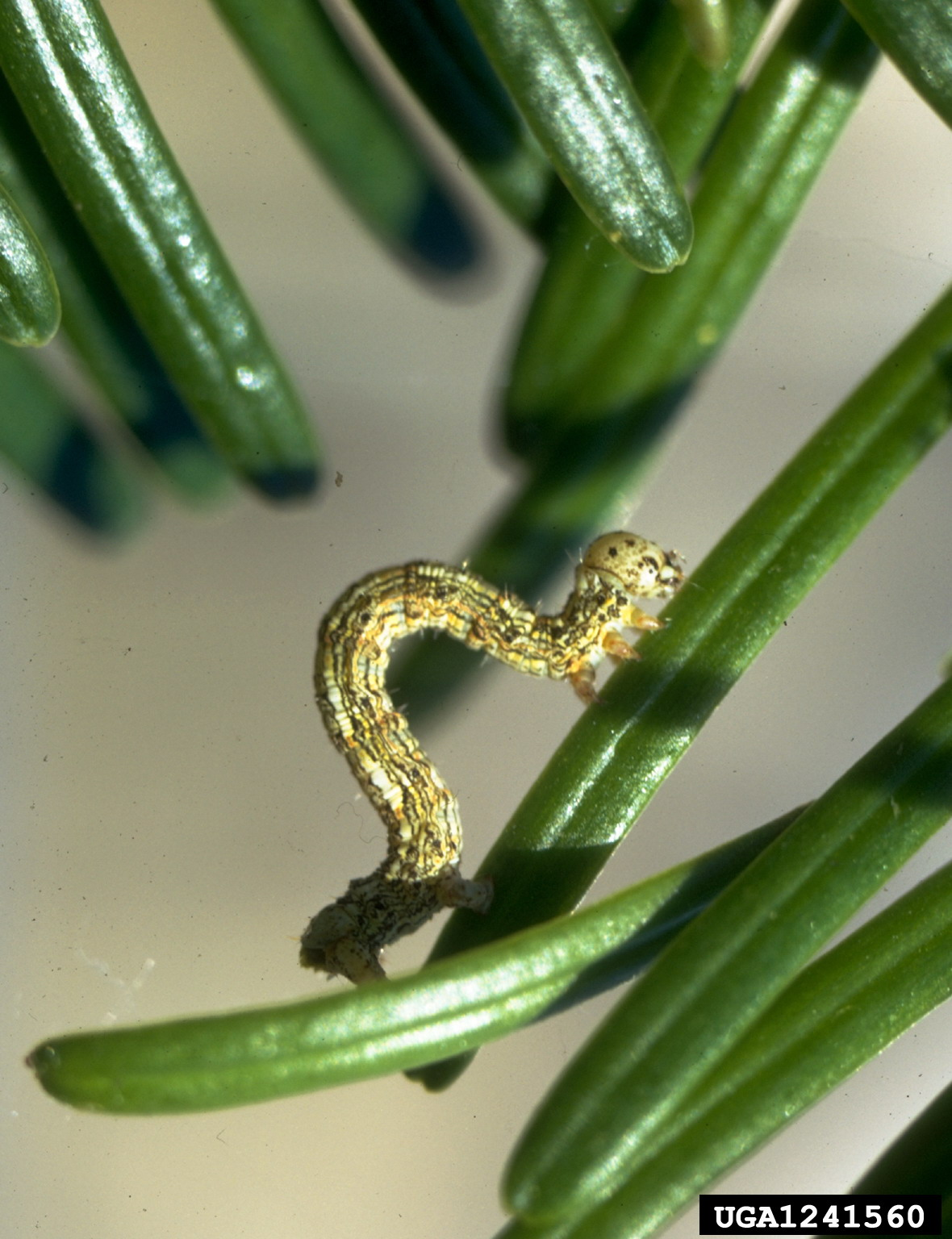
Sâu bướm Lambdina fiscellaria lugubrosa
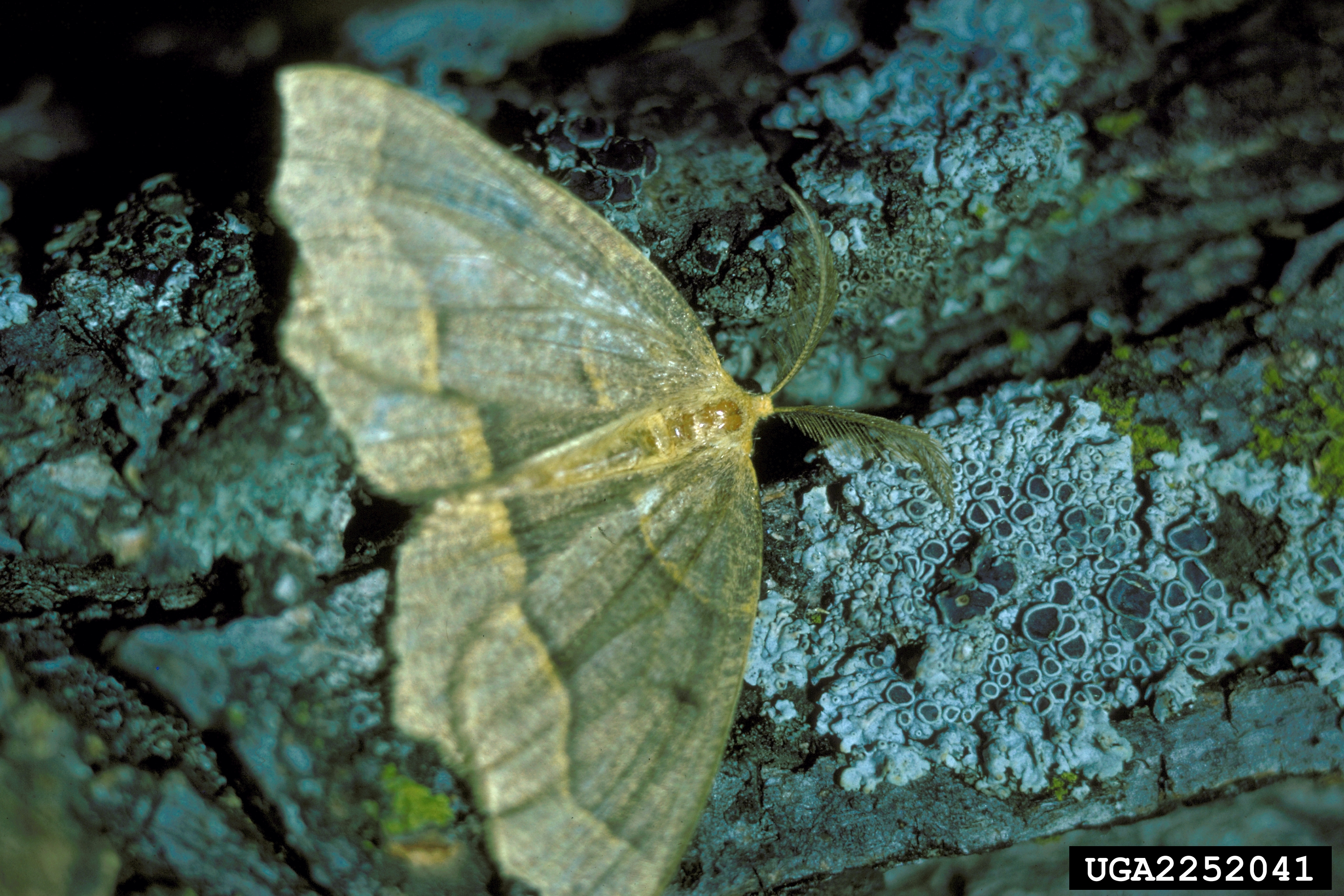
Con trưởng thành Lambdina fiscellaria somniaria
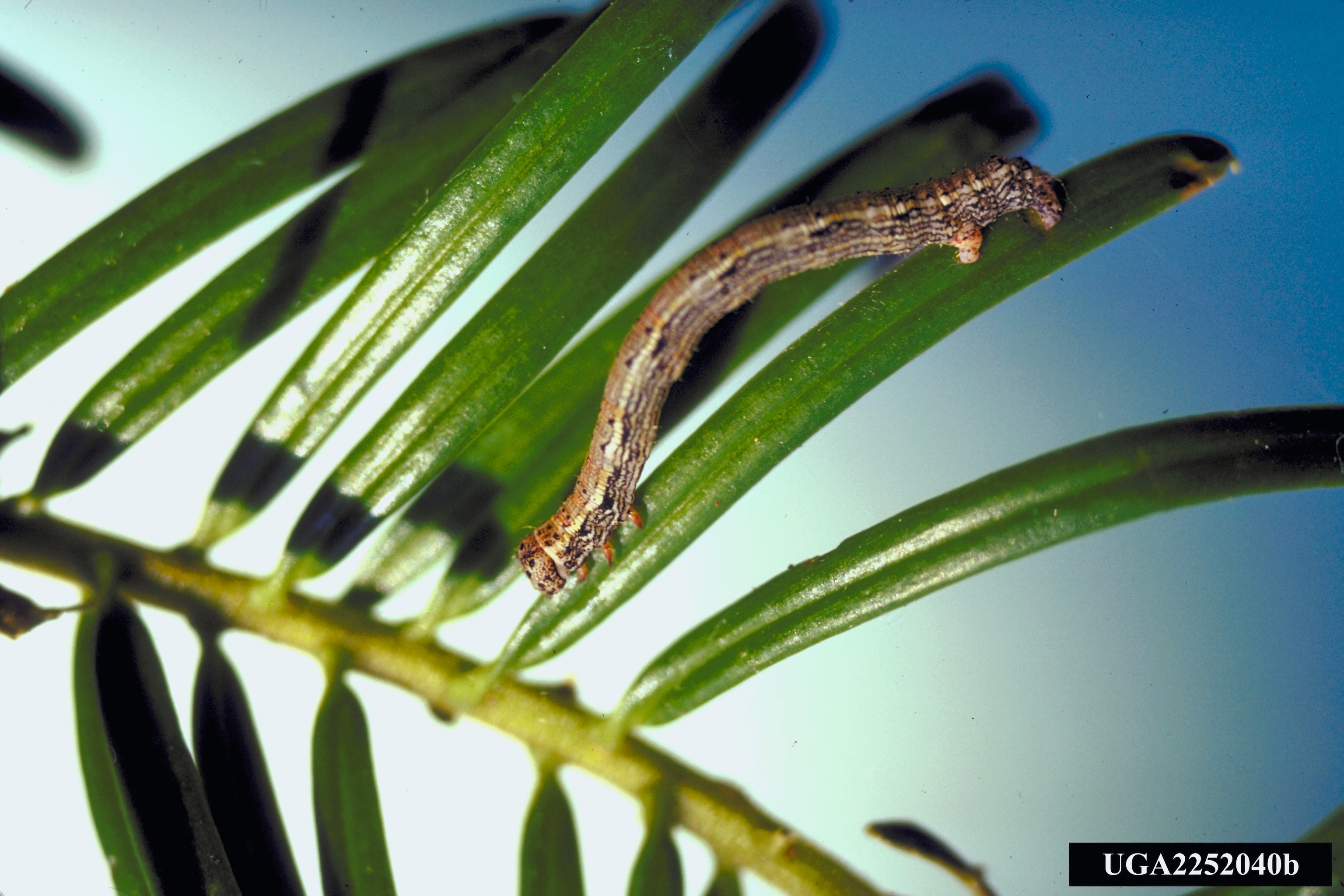
Sâu bướm Lambdina fiscellaria somniaria